# Lovell House
La Lovell House ou Lovell Health House est une résidence moderniste de style international conçue et construite par Richard Neutra entre 1927 et 1929.
La maison, située au 4616 Dundee Drive à Los Angeles en Californie, a été construite pour le médecin et naturopathe Philip Lovell et porte donc son nom.
Considérée comme un monument majeur de l'histoire de l'architecture, la maison a marqué un tournant dans la carrière de Neutra. Elle est souvent décrite comme la première maison à ossature en acier des États-Unis et comme l'un des premiers exemples d'utilisation de béton projeté.

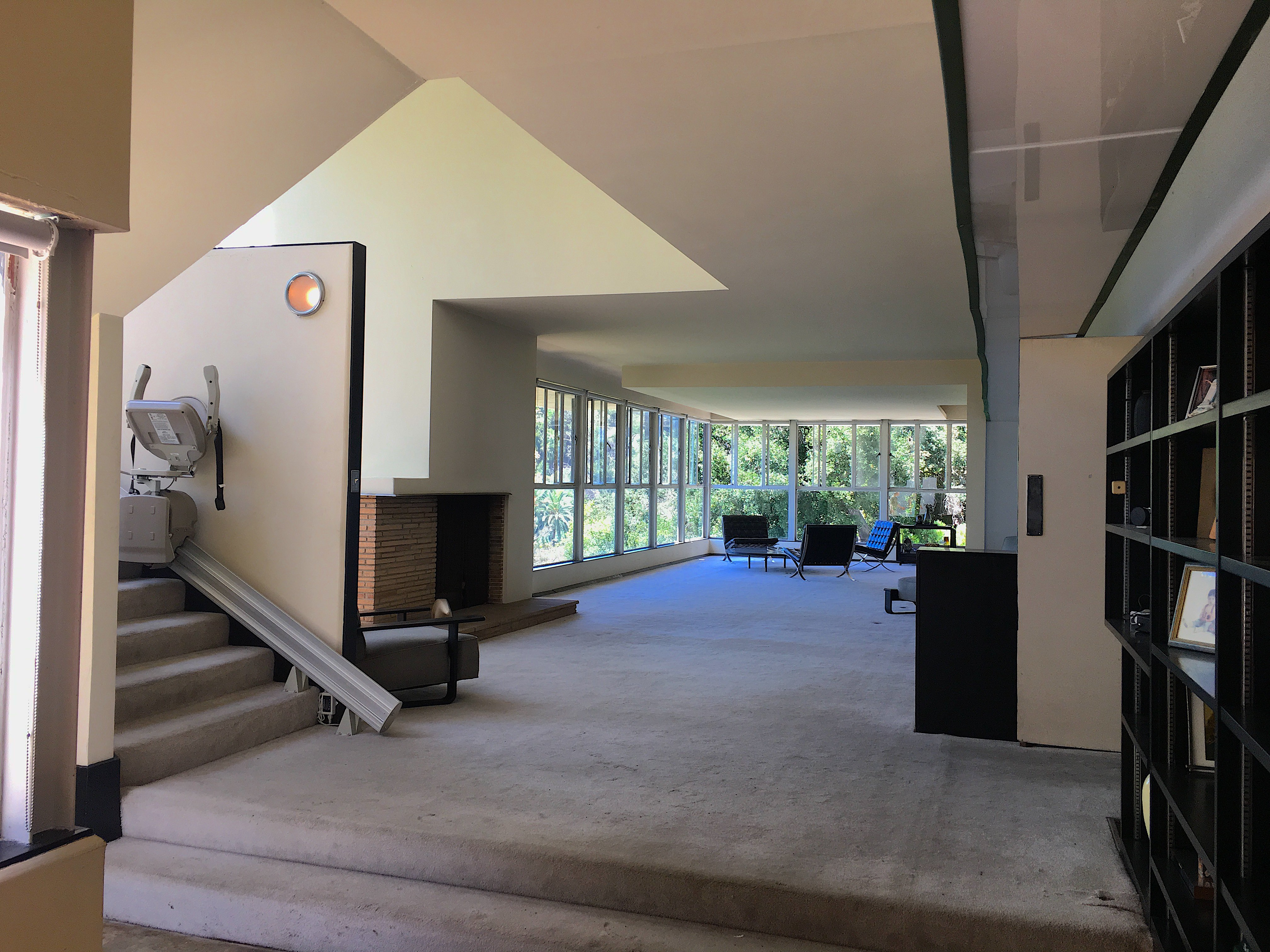
Intérieur.

La maison a été utilisée dans le film L.A. Confidential (1997) et Beginners (2011).